# 石川県を舞台とした作品一覧
石川県を舞台とした作品一覧（いしかわけんをぶたいとしたさくひんいちらん）では、石川県内をモチーフあるいはロケーション撮影地にした映画、テレビドラマ、小説、アニメーションなどを記述する。

## 映画
- 滝の白糸（1933年・溝口健二、入江たか子主演）
- 虎の尾を踏む男たち（1952年・黒澤明、大河内伝次郎主演）
- 加賀騒動（1953年・大友柳太朗主演）
- 忘却の花びら （1957年1月3日、東宝、池部良主演）
- 忘却の花びら 完結篇 （1957年7月2日、東宝、主演）
- 拳銃無頼帖　不敵に笑う男（1960年、赤木圭一郎主演）
- 雑草のような命（1960年、浅丘ルリ子主演）
- ゼロの焦点（1961年・野村芳太郎、久我美子・有馬稲子主演）
- 非行少女（1963年、和泉雅子主演）
- あかね雲（1967年・篠田正浩、岩下志麻主演）
- あらくれ（1969年・小林旭主演）
- 男はつらいよ 柴又慕情（1972年・渥美清、吉永小百合主演）
- 砂の器（1974年・野村芳太郎、丹波哲郎主演）
- 鬼畜（1978年・野村芳太郎、緒形拳主演）
- 野性の証明（1978年・佐藤純彌、高倉健・薬師丸ひろ子主演） - ロケ。架空の地方都市、福島県羽代市の設定。
- 海潮音（1980年・橋浦方人、荻野目慶子主演）
- 陽炎座（1981年・鈴木清順、原田芳雄主演）
- 恋する女たち（1986年・大森一樹、斉藤由貴主演）
- 幻の光（1995年・是枝裕和、江角マキコ・浅野忠信主演）
- 黒い家（1999年・森田芳光、内野聖陽主演）
- 皆月（1999年・望月六郎、奥田瑛二・吉本多香美主演）
- 千年旅人（1999年・辻仁成、豊川悦司・大沢たかお主演）
- 大河の一滴（2001年・神山征二郎、安田成美主演）
- 赤い橋の下のぬるい水（2001年・今村昌平、役所広司主演）
- 透光の樹（2004年・根岸吉太郎、秋吉久美子・永島敏行主演）
- 釣りバカ日誌17 あとは能登なれハマとなれ!（2006年・朝原雄三、西田敏行・三國連太郎主演）
- 吉祥天女（2007年・及川中、鈴木杏主演）
- 腑抜けども、悲しみの愛を見せろ（2007年・吉田大八、佐藤江梨子主演）
- 舞妓Haaaan!!!（2007年・水田伸生、阿部サダヲ・堤真一・柴咲コウ主演）
- 能登の花ヨメ（2008年・白羽弥仁、田中美里主演）
- しあわせのかおり（2008年・三原光尋、中谷美紀・藤竜也主演）
- 空へ-救いの翼 RESCUE WINGS-（2008年・高山侑子主演）
- ゼロの焦点（2009年・犬童一心、広末涼子・中谷美紀主演）
- 武士の家計簿（2010年・森田芳光、堺雅人・仲間由紀恵主演）
- 私たちの時代（2011年・横山隆晴、ドキュメンタリー映画）
- リトル・マエストラ（2013年・雑賀俊郎監督、有村架純主演）
- 武士の献立（2013年・朝原雄三、上戸彩・高良健吾主演）
- さいはてにて-やさしい香りと待ちながら-（2015年・チアン・ショウチョン（中国語: 姜秀瓊）、永作博美・佐々木希主演）
- RE:BORN（2017年・TAK∴主演）
- ゆらり（2017年・ 横尾初喜監督、岡野真也・内山理名主演）
- 金沢シャッターガール（2018年・寺内康太郎・小牧那凪）
- いのちの停車場（2021年・成島出、吉永小百合主演）
- レディ加賀（2024年・雑賀俊郎、小芝風花主演）

## テレビドラマ
- 北の家族（1973年、NHK連続テレビ小説）
- 恋路海岸（1977年、TBS・金曜ドラマ）
- こおろぎ橋（1978年 - 1979年、TBS・ポーラテレビ小説）
- 赤かぶ検事の逆転法廷（1992年、朝日放送・月曜ホームミステリー）
- はるちゃん（1996年 - 1999年、東海テレビ・昼ドラ）
- ひとりぼっちの君に（1998年、TBS）
- 利家とまつ〜加賀百万石物語〜（2002年、NHK・大河ドラマ）
- 京都金沢殺人事件シリーズ（2002年 - 2005年、日本テレビ・火曜サスペンス劇場）
- 捜査検事・近松茂道2（2003年）
- 汚れた舌（2005年、TBS）
- 花衣夢衣（2008年、東海テレビ・昼ドラ）
- 花の恋（2008年、台湾・民視）
- 花嫁のれん（2010年 - 2015年、東海テレビ・昼ドラ）
- 心の糸（2010年、NHK名古屋放送局）
- 半沢直樹（2013年、TBS・日曜劇場）
- 金沢のコロンボ（2014年 - 2016年、テレビ東京・水曜ミステリー9）
- まれ（2015年、NHK・連続テレビ小説）
- ナポレオンの村（2015年、TBS・日曜劇場） - ロケ地ではないが羽咋市神子原地区がモデルとなっている。
- いよっ!弁慶（2018年、NHK金沢放送局・地域発ドラマ）
- 私たちはどうかしている（2020年、日本テレビ・水曜ドラマ）

## ラジオドラマ
- 青き風が吹く （NHK-FM 特集オーディオドラマ）
- 時めがね金沢うた絵巻（NHK-FM 青春アドベンチャー、2020年）
- 忘却の花びら （NHKラジオ第1放送）
- 僕たちの塩田Summer（ NHK-FM FMシアター、2021年）
- 山中センチメンタル・ジャーニー（NHK-FM FMシアター、2020年10月）

## 小説
※ 作家の五十音順
| 作家         | 作品                                    | 公開年 | 舞台                       | 備考                                                 |
| ------------ | --------------------------------------- | ------ | -------------------------- | ---------------------------------------------------- |
| 浅黄斑       | 能登の海殺人回廊                        | —      | —                          |                                                      |
| 梓林太郎     | 屍たちの領域 信州・金沢・東京殺人ルート | 2001年 | —                          |                                                      |
| 梓林太郎     | 奥能登幻の女                            | 2005年 | —                          |                                                      |
| 安部龍太郎   | 金沢城嵐の間                            | 1997年 | —                          |                                                      |
| 安部龍太郎   | 等伯                                    | 2012年 | —                          | 第148回直木賞受賞。                                  |
| 荒巻義雄     | 能登モーゼ伝説殺紀行                    | —      | —                          |                                                      |
| 生島治郎     | 死者だけが血を流す                      | 1965年 | 富沢市（架空の市）         | 舞台の「富沢市」は「北陸の京都と呼ばれる古い街」。   |
| 石川真介     | 金沢能登殺人周遊：奇跡のからくり        | 2001年 | —                          | 金沢市～能登半島を網羅。少年突然消失と連続殺人の謎。 |
| 石川真介     | 金沢郡上殺人ライン                      | 2007年 | —                          |                                                      |
| 泉鏡花       | 義血侠血                                | 1894年 | —                          |                                                      |
| 泉鏡花       | 照葉狂言                                | 1896年 | —                          |                                                      |
| 泉鏡花       | 由縁の女                                | 1919年 | —                          |                                                      |
| 泉鏡花       | 縷紅新草                                | 1939年 | —                          |                                                      |
| 五木寛之     | 朱鷺の墓                                | 1968年 | —                          |                                                      |
| 五木寛之     | 内灘夫人                                | 1969年 | —                          |                                                      |
| 五木寛之     | 浅の川暮色                              | 1978年 | —                          |                                                      |
| 五木寛之     | 風花のひと                              | 1979年 | —                          |                                                      |
| 五木寛之     | 金沢望郷歌                              | 1989年 | —                          |                                                      |
| 五木寛之     | ステッセルのピアノ                      | 1993年 | —                          |                                                      |
| 井上靖       | 川の話                                  | —      | —                          |                                                      |
| 井上靖       | 北の海                                  | —      | —                          |                                                      |
| 内田康夫     | 金沢殺人事件                            | —      | —                          |                                                      |
| 折原一       | 奥能登殺人旅行 改題 蜃気楼の殺人        | —      | —                          |                                                      |
| 尾山篤二郎   | さすらひ（歌集）                        | 1913年 | —                          |                                                      |
| 折口信夫     | 春のことぶれ（歌集）                    | 1930年 | —                          |                                                      |
| 恩田陸       | ユージニア                              | 2005年 | 北陸K市                    | 第59回日本推理作家協会賞を受賞。                     |
| 加賀乙彦     | 雪の金沢                                | —      | —                          |                                                      |
| 梶龍雄       | 金沢逢魔殺人事件                        | 1984年 | —                          |                                                      |
| 葛城範子     | 加賀友禅殺人事件                        | 1991年 | —                          |                                                      |
| 菊田一夫     | 忘却の花びら                            | 1956年 | —                          |                                                      |
| 草川隆       | 寝台特急「北陸」の殺人                  | —      | —                          |                                                      |
| 木谷恭介     | 能登平家伝説殺人事件                    | —      | —                          |                                                      |
| 木谷恭介     | 加賀百万石伝説殺人事件                  | —      | —                          |                                                      |
| 木谷恭介     | 加賀金沢殺人事件                        | —      | —                          |                                                      |
| 木谷恭介     | 加賀いにしえ殺人事件                    | —      | —                          |                                                      |
| 木谷恭介     | 能登いにしえ殺人事件                    | —      | —                          |                                                      |
| 斎藤栄       | 能登路殺人事件                          | 1987年 | —                          |                                                      |
| 斎藤栄       | 金沢能登殺人事件                        | 1989年 | —                          |                                                      |
| 田口ランディ | マアジナル                              | 2011年 | 羽咋市                     |                                                      |
| 高橋治       | 風の盆恋歌                              | —      | 金沢                       |                                                      |
| 高橋治       | 名もなき道を                            | —      | —                          |                                                      |
| 高橋治       | 石の微笑み                              | —      | —                          |                                                      |
| 立松和平     | 寒紅の色                                | —      | 金沢                       |                                                      |
| 辻真先       | 能登はやさしや鬼までも                  | —      | —                          |                                                      |
| 津村秀介     | 能登の密室 金沢発15時54分の死者         | —      | —                          |                                                      |
| 津村秀介     | 加賀兼六園の死線 特急サンダーバードの罠 | —      | —                          |                                                      |
| 津本陽       | 加賀百万石                              | —      | —                          |                                                      |
| 津本陽       | 波上の館 加賀の豪商・銭屋五兵衛の生涯   | —      | —                          |                                                      |
| 童門冬二     | 海の街道〜銭屋五兵衛と冒険者たち〜      | —      | —                          |                                                      |
| 童門冬二     | 前田利家                                | —      | —                          |                                                      |
| 徳田秋声     | 感傷的の事                              | 1921年 | —                          |                                                      |
| 徳田秋声     | 光を追うて                              | 1938年 | —                          |                                                      |
| 戸部新十郎   | 北辰の旗                                | —      | —                          |                                                      |
| 戸部新十郎   | 前田太平記                              | —      | —                          |                                                      |
| 戸部新十郎   | 前田利家                                | —      | —                          |                                                      |
| 戸部新十郎   | 前田利常                                | —      | —                          |                                                      |
| 夏海公司     | ガーリー・エアフォース                  | —      | 小松基地                   |                                                      |
| 西村京太郎   | 寝台特急「北陸」殺人事件                | 1984年 | —                          |                                                      |
| 西村京太郎   | 北能登殺人事件                          | 1984年 | —                          |                                                      |
| 西村京太郎   | 「のと恋路号」殺意の旅                  | 1990年 | —                          |                                                      |
| 西村京太郎   | 奥能登に吹く殺意の風                    | 1994年 | —                          |                                                      |
| 西村京太郎   | 北陸の海に消えた女                      | 1997年 | —                          |                                                      |
| 西村京太郎   | 能登半島殺人事件                        | 2000年 | —                          |                                                      |
| 西村京太郎   | 金沢加賀殺意の旅                        | 2001年 | —                          |                                                      |
| 西村京太郎   | 金沢歴史の殺人                          | 2002年 | —                          |                                                      |
| 西村京太郎   | 十津川警部 捜査行 —北陸事件簿—          | 2004年 |                            |                                                      |
| 西村京太郎   | 十津川警部金沢・絢爛たる殺人            | 2007年 | —                          |                                                      |
| 西村京太郎   | 能登・キリコの唄                        | 2007年 | —                          |                                                      |
| 西村京太郎   | 能登花嫁列車殺人事件                    | 2018年 | —                          |                                                      |
| 花村萬月     | 皆月                                    | —      | —                          |                                                      |
| 半村良       | 能登怪異譚                              | 1993年 | —                          |                                                      |
| 深谷忠記     | 能登・金沢30秒の逆転                    | 1995年 | —                          |                                                      |
| 深田久弥     | 火にも水にも                            | 1956年 | —                          |                                                      |
| 古井由吉     | 雪の下の蟹                              | —      | 金沢                       |                                                      |
| 本城英明     | 金沢・加賀友禅殺人事件                  | 2008年 | —                          |                                                      |
| 松岡圭祐     | 千里眼 キネシクス・アイ                 | —      | 能登                       |                                                      |
| 松本清張     | ゼロの焦点                              | 1958年 | 金沢市、志賀町             |                                                      |
| 三島由紀夫   | 美しい星                                | 1962年 | 金沢市（舞台のひとつ）     |                                                      |
| 宮本輝       | 幻の光                                  | 1979年 | 輪島市曽々木               |                                                      |
| 水芦光子     | 雪の喪章                                | 1962年 | 金沢                       |                                                      |
| 水芦光子     | おんいのち                              | —      | 金沢                       |                                                      |
| 室生犀星     | 幼年時代                                | 1919年 | —                          |                                                      |
| 室生犀星     | 性に目覚める頃                          | 1919年 | —                          |                                                      |
| 室生犀星     | 杏っ子                                  | 1956年 | —                          |                                                      |
| 森見登美彦   | 恋文の技術                              | 2009年 | 能登                       |                                                      |
| 山口香       | 加賀百万石まつり殺人事件                | 2001年 | —                          |                                                      |
| 山村正夫     | 奥能登呪いの絵馬                        | 1988年 | —                          |                                                      |
| 山村正夫     | 加賀友禅愛憎殺人                        | 1993年 | —                          |                                                      |
| 山村美紗     | 京都・金沢殺人事件                      | —      | 金沢                       |                                                      |
| 山本一力     | かんじき飛脚                            | —      | 金沢                       |                                                      |
| 山本周五郎   | 虚空遍歴                                | —      | 金沢                       |                                                      |
| 唯川恵       | 夜明け前に会いたい                      | 1993年 | 金沢                       |                                                      |
| 唯川恵       | 病む月                                  | 1998年 | 金沢                       |                                                      |
| 吉村達也     | 能登島黄金屋敷の殺人                    | —      | 七尾市能登島               |                                                      |
| 吉村達也     | 金沢W坂（ダブルざか）の殺人             | —      | 金沢                       |                                                      |
| 米澤穂信     | ボトルネック                            | 2006年 | 石川県金沢（舞台のひとつ） |                                                      |
| 若竹七海     | 遺産                                    | —      | 金沢                       |                                                      |

## 文芸（古典・紀行・髄質・その他）
- 奥の細道（松尾芭蕉）
- 義経記
- 日本百名山(深田久弥)
- 平家物語

## 漫画
- 天野めぐみはスキだらけ!（2015年、ねこぐち）
- 君は放課後インソムニア（2019年、オジロマコト）
- ジュリエットの卵（1988年、吉野朔実）
- スキップとローファー（2018年、高松美咲） -主な舞台は東京で、主人公の故郷として珠洲市が描写されている。
- どろろ（1967年、手塚治虫）（1969年、虫プロダクション）
- のみじょし（2013年、迂闊）
- 花衣夢衣（1993年、津雲むつみ）
- 花の慶次 -雲のかなたに-（1990年、原哲夫）
- はるちゃん（1980年、青柳裕介）
- 僕は旅をする（1994年、今市子）
- 北陸とらいあんぐるシリーズ（2016年、ちさこ） -主な舞台は東京で、主人公の故郷として石川県が度々登場する。
- ヤマト猛る!（2002年、宮下英樹）
- 湯けむりの中で（1987年、山川純一）

## アニメーション
- あかねさす少女（2018年、ダンデライオンアニメーションスタジオ）
- Angel Beats!（2010年、P.A.WORKS） - 舞台は石川県ではなく死後の世界だが、校舎のモデルが金沢大学。
- カードファイト!! ヴァンガード overDress（2021年、ブシロード）
- ガーリー・エアフォース (2019年、サテライト)
- 君は放課後インソムニア 　(2023年、ライデンフィルム)
- サクラクエスト（2017年、P.A.WORKS） - モデルとなっている主な舞台は富山県南砺市だが、間野山観光協会は湯涌温泉観光協会がモデルとなっている。
- 数分間のエールを（2024年、Hurray!×100studio）
- 洲崎西 THE ANIMATION（第6話「ぞいや来いやっ!!」）（2015年、feel.）
- 青春ブタ野郎はバニーガール先輩の夢を見ない（第13話 明けない夜の夜明け）（2018年12月17日、CloverWorks・青ブタ Project）
- センチメンタルジャーニー（第9話「保坂美由紀〜私らしく明日へ〜」）（1998年、サンライズ）
- 電脳コイル（2007年、マッドハウス）
- .hack//Liminality（Vol.1 .hack//Liminality in case of MINASE,Mai）（2002年、ビィートレイン）
- どろろ (アニメ)（1967年、手塚治虫）（1969年、虫プロダクション）
- 花咲くいろは（2011年、P.A.WORKS） - 湯涌温泉[3]、のと鉄道[4]がモデルとなっている。
- よみがえる空 -RESCUE WINGS-（2006年、J.C.STAFF）
- りゅうおうのおしごと!（2018年、Project No.9） - ヒロインの実家が和倉温泉の旅館で、作中の対局場所としても登場。

## 特撮
- バトルフィーバーJ（第21話「恐竜半島へ突撃!!」・第22話「女スパイ団の逆襲」）（1979年、東映）

## ゲーム
- 痕（1996年、Leaf） - 駅舎のデザイン（和倉温泉駅と一致）や、ヒロインの一人の鶴来千鶴の勤め先の旅館として加賀屋（作中では鶴来屋）が登場することから七尾市の和倉温泉であることが分かる。
- 双界儀（1996年、スクウェア）
- DS西村京太郎サスペンス2 新探偵シリーズ「金沢・函館・極寒の峡谷 復讐の影」（2008年、テクモ）
- ウインドボーイズ！（2021年、EXNOA）
- ラブライブ!蓮ノ空女学院スクールアイドルクラブ（2023年）